# Орден на жартиерата
Орденът на Жартиерата (на английски: The Most Noble Order of the Garter) е висшият рицарски орден на Англия и Обединеното кралство и най-старият съществуващ рицарски орден в света, в който се приемат членове и понастоящем. Сюзерен на ордена е действащият британски монарх. Учреден е от крал Едуард III на 23 април 1348 г. (Гергьовден) по време на Стогодишната война. С този орден Едуард прави опит да обвърже по-силно най-важните рицари на кралството си.

## История
Съществуват различни легенди за възникването на ордена. Най-известната разказва за монарха, който в паузата между ожесточените сражения устройва бал. Докато танцува с фаворитката си (вероятно графиня Солсбъри), на пода изпада нейната жартиера и той я вдига с думите: „Злочест да бъде онзи, който мисли зло!“ (или „Нека се засрами онзи, който помисли нещо лошо за това!“, на френски: Honi soit qui mal y pense). Британският крал произнася знаменитата фраза на френски. Този език става задълго официален за английския кралски двор и английската аристокрация, след като крал на Англия става херцогът на Нормандия Вилхелм Завоевателя. По-късно фразата става девиз на учредения от Едуард III орден. Девизът на ордена може да бъде прочетен и на формата на герба на Великобритания, приета за използване на територията на Англия и Уелс и от задграничните дипломатически учреждения на Обединеното кралство, тъй като самата жартиера с написания на нея девиз е част от този герб.
Според друга легенда, през епохата на кръстоносните походи през ХII век, крал Ричард I е подбуден във видение от свети Георги Победоносец да завърже жартиери около колената на рицарите си и в резултат на това спечелва битка. Вероятно крал Едуард се позовава на тази легенда, когато създава Ордена през XIV век.
Едуард III избира за патрон на ордена Свети Георги. Знамето на Свети Георги – червен кръст на бял фон, се е развявало в битките като национален флаг на Англия. Именно този кръст, обграден от жартиера, украсява и днес парадното облекло на рицарите на Жартиерата.

## Кавалери на ордена
По устав броят на живите членове на ордена не може да бъде повече от 24, като в това число не влизат самият монарх и т. нар. „допълнителни“ рицари и лейди (не дами, както се наричат членовете жени на другите британски ордени): уелският принц, членовете на британския кралски дом и чуждестранните почетни членове.
Един от първите носители на високото звание е Едуард, принц на Уелс, наричан Черния принц.
От ХVIII век до 1946 г. награждаването с ордена е ставало само по препоръка на правителството. Днес орденът се връчва от британския монарх по собствено усмотрение. Орденът се връчва за заслуги в общественото служение, за особени заслуги в развитието на кралството и за заслуги лично към монарха.
От 1488 г. до 1987 г. членове на Ордена на жартиерата е можело да бъдат само мъже. Последна лейди на Ордена на жартиерата, приета за член през 1488 г., е Маргарет Бофорт, графиня Дърби, майка на крал Хенри VII и баба на крал Хенри VIII. Крал Едуард VII награждава кралица Александра, която става лейди на ордена през 1901 г. Това става традиция за Уиндзорската династия и кралете Джордж V и Джордж VI подобно приемат своите съпруги и кралици за членове на Ордена. През 1987 г. кралица Елизабет II отново прави възможно членове на Ордена на жартиерата да стават и други жени. Сред по-новите членове жени е покойната лейди Маргарет Тачър.

### Списък на членовете на британския кралски дом, кавалери на Ордена на жартиерата
Сред сегашните „допълнителни“ членове на ордена са следните членове на британското кралско семейство:

- херцогът на Единбург принц Филип
- бившият принц на Уелс Чарлз
- херцогът на Кент принц Едуард
- херцогът на Глостър принц Ричард
- херцогът на Йорк принц Андрю
- графът на Уесекс принц Едуард
- принцеса Анна, дъщеря на кралица Елизабет II
- принцеса Александра Кентска, почитаемата лейди Огълви
- Уилям, херцог на Кеймбридж, от септември 2022 г. принц на Уелс.

### Списък на чуждестранните членове на Ордена на жартиерата
Чуждестранни членове на Ордена на жартиерата са:

- бившият велик херцог на Люксембург Жан (1972)
- кралицата на Дания Маргрете II (1979)
- кралят на Швеция Карл XVI Густав (1983)
- бившият крал на Испания Хуан Карлос I (1988)
- бившата кралица на Нидерландия принцеса Беатрикс Нидерландска (1989)
- бившият Император на Япония Акихито (1998)
- кралят на Норвегия Харалд V (2001)
- кралят на Испания Фелипе VI (2017)
- кралят на Нидерландия Вилем-Александър Нидерландски (2018)

## Параклис на ордена
Всяка година в средата на юни рицарите на Жартиерата се събират на празнична служба в параклиса на ордена „Св. Георги“ в замъка Уиндзор, като преди това присъстват на празничен обяд в зала „Ватерлоо“ на замъка. В същия ден се извършва и приемането на нови рицари и лейди на Ордена на жартиерата.

## Галерия
- Представяне на Ордена на жартиерата в хералдиката
- Инсигнии на ордена: верига, звезда, знак, жартиера
- Емайлиран знак на ордена за носене върху лентата през рамото
- Знак на ордена за носене върху лентата през рамото
- Звезда на ордена с диаманти и скъпоценни камъни